# André-Charles Nauleau
André-Charles Nauleau est un peintre français né le 6 mai 1908 à La Roche-sur-Yon, où il résida toute sa vie. Il meurt le 9 octobre 1986.

## Enfance, famille et vie professionnelle
André-Charles Nauleau est né le 6 mai 1908 à La Roche-sur-Yon dans la maison familiale située au 19 rue Ferrer (quartier du Sacré-Cœur).
Sa mère, Marie, est lingère au Buffet de la Gare. Son père, Louis, a fait des études d’architecture. Alors qu’André-Charles n’a que 7 ans, Louis est mobilisé dans la Première Guerre mondiale.
André-Charles passe sa scolarité dans l’école publique située boulevard d’Angleterre à La Roche-sur-Yon. Il obtient son CEP (certificat d’études primaires) le 7 juillet 1922.
Par la suite, il fait son apprentissage dans une entreprise de peinture et de décoration. Une fois l’apprentissage terminé, il décide d’être son propre patron et crée son entreprise de peinture et de décoration. Les clients sont nombreux et le programme est chargé : tapisseries, peinture des plafonds, des murs puis de panneaux publicitaires.
Les différents chantiers professionnels lui font sillonner la Vendée et il en profite pour agrémenter son carnet de croquis toujours à portée de main dans la voiture.
À partir de 1947, les Salons ouvrent leurs portes aux œuvres d’André-Charles et les expositions s’enchaînent : Salon national des Beaux-Arts, Salon d'hiver, Salon d'automne, Salon des artistes français, Salon de l'école française et Salon Violet.
Étant son propre patron, André-Charles peut se permettre au début des années 60 de faire de moins en moins de chantiers professionnels pour se consacrer presque exclusivement à l’art. 
Le 15 décembre 1954, avec les Palmes académiques, André-Charles obtient sa première reconnaissance officielle. Il est nommé officier d'Académie pour services rendus aux arts par le Ministre de l'Éducation nationale. 

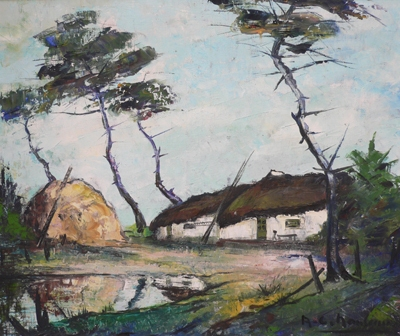
La marais vendéen vu par André-Charles Nauleau. Le peintre exécute des œuvres très spontanées, c'est le cas sur ce tableau où les pins sont réalisés au couteau.

## Son œuvre

### 1920à1940: apprentissage de la peinture
Les parents d’André-Charles Nauleau sont persuadés de ses prédispositions pour la peinture et le dessin. C’est pour cette raison qu’ils l’inscrivent à l’école de peinture de La Roche-sur-Yon où il suit avec attention les conseils de son professeur Léon Haudeville. Durant cette période, il réalise des tableaux dans un style académique et s’attache à retranscrire le sujet en appliquant les techniques apprises.
André-Charles Nauleau réalise sa première exposition en 1927 au Salon Yonnais. Il expose avec ses deux amis René Robin et Henri Darcq. André-Charles Nauleau, René Robin et Henri Darcq se réunissaient tous les dimanches matin dans le bocage vendéen vers l'abbaye des Fontenelles puis chacun partait de son côté pour trouver un sujet correspondant à son caractère, c'est réellement un apprentissage de la peinture dans la nature. 
Le journaliste et écrivain Valentin Roussière appelait ce petit groupe « l'Étoile du Bocage ». André-Charles Nauleau doit beaucoup à son aîné René Robin, son conseiller, son guide des jeunes années (il exposera dans la galerie de René Robin en 1964, 1966, 1968 et 1970).

### 1940à1960: des tableaux tourmentés
Les années 40 marquent un tournant dans la peinture d’André-Charles Nauleau. C’est dans cette période que sont apparus les tableaux tourmentés qui constituent une réelle évolution de son style. Il y a un véritable cheminement et une identité artistique personnelle.
Son geste est plus sûr, il travaille librement à grand coups de pinceau puis de couteau, utilise des couleurs plus intenses, n’hésite pas à essayer des empattements ou des contrastes saisissants. Sa peinture gagne en spontanéité. Les articles de journaux consacrés à son travail se multiplient et il commence à avoir une certaine renommée, un rayonnement autour de La Roche-sur-Yon ainsi qu’une clientèle assidue. 

### 1960à1980: la sérénité retrouvée
Un nouvel aspect du talent de l’artiste apparaît, il a affiné son pinceau en lui conservant sa vigueur. Le peintre arrive à maturité, son caractère et donc sa peinture s’adoucissent. En 1975, André-Charles Nauleau fête ses 50 ans de peinture dans son atelier en réalisant une rétrospective intitulée « Un demi-siècle d’impressions vendéennes »

## Une vie passée à La Roche-sur-Yon

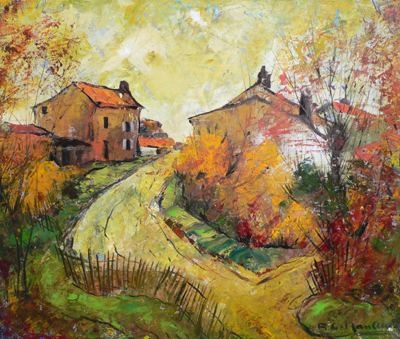
Le bocage vendéen vu par André-Charles Nauleau. Le support utilisé est l’isorel, cela permet de renforcer les contrastes.

André-Charles Nauleau a participé à la vie de La Roche-sur-Yon et a contribué à son développement.
Ce fut le cas pour les fêtes des fleurs de La Roche-sur-Yon, manifestation incontournable de la vie locale où il faisait les maquettes des chars des reines et en participant activement à leur réalisation (1956 et 1957). En 1958, il fait construire un nouvel atelier rue Jules Verne à la hauteur de ses ambitions qui lui laisse beaucoup plus d’espace et où il peut exprimer son esprit créatif. Il y réalise les chars des reines 1958, 1959 et 1961.
Il réalise des décors pour le théâtre municipal de La Roche-sur-Yon (les revues Yonnaises) et à Venansault (pièce « Les pauvres de Paris» représentée en février 1956).
Il est membre de la commission départementale des sites à la préfecture à partir de 1963 (avec le poète Marcel Chabot). Cette assemblée est consultée pour les aménagements de la ville.
Sa peinture est ancrée dans le terroir et ses tableaux témoignent d’un passé disparu. Cette Vendée du début du siècle avec ses vieilles fermes qui n’existent plus (Moulin Frais, La ferme du Pont de la Boucherie…), son marais mouillé avec les moulins à vent, les thoniers à voiles, les pas des chevaux qui résonnent sur le passage du Gois, les lavandières lavant le linge sur le cours de l’Yon mais également les Boquines portant la coiffe traditionnelle.

## Musées et collections publiques
- La Roche-sur-Yon (Musée Municipal) - 1 tableau : La ferme de Chante-Pie
- Fontenay-le-Comte (Musée Vendéen) - 2 tableaux : Église de Longville-sur-Mer de 1950 ; Bocage vendéen sur les bords de la Vie

## Expositions personnelles et collectives
- 1927: Exposition au Salon yonnais – La Roche-sur-Yon
- 1928: Exposition au Salon yonnais – La Roche-sur-Yon
- 1930: Salon des Indépendants – Paris
- 1947: Salon National des Beaux-Arts – Paris
- 1950: Salon d'Hiver – Paris
- 1951: Salon des Intellectuels indépendants – Bordeaux
- 1952: Salon d’Automne – Paris
- 1954: Salon des Artistes Français – Paris
- 1956: Galerie Rouvereau – Niort
- 1959: Galerie Bourlaouën – Nantes
- 1959: Galerie Lamoureux– Angers
- 1962: Salon du Chevalet – Tours
- 1963: Salon de l'Ecole du Thouet – Thouars
- 1963: Galerie Guineberteau – Cholet
- 1964: Galerie René Robin – La Roche-sur-Yon
- 1964: Galerie Lubin – Angoulême
- 1970: Salon Violet – Paris
- 1982: Hommage au Salon Yonnais - La Roche-sur-Yon
- 2004: La Roche-sur-Yon, portrait d'une ville - Musée de La Roche-sur-Yon